# جورج باک فلاور
جورج باک فلاور (انگلیسی: George Buck Flower؛ ‏ ۲۸ اکتبر ۱۹۳۷ – ۱۸ ژوئن ۲۰۰۴) یک هنرپیشه، تهیه‌کننده، پدیدآور، و کارگردان اهل ایالات متحده آمریکا بود.
از فیلم‌ها یا برنامه‌های تلویزیونی که وی در آن نقش داشته‌است، می‌توان به ایلسا، ماده‌گرگ اس‌اس، بازگشت به آینده و تامی و تی-رکس اشاره کرد.